# Kamen Ingrad (stadion)
Kamen Ingrad Stadion – stadion znajdujący się w Chorwacji, w miejscowości Velika. Na stadionie tym swoje mecze rozgrywa drużyna piłkarska NK Kamen Ingrad. Na stadionie znajduje się 7095 miejsc siedzących. Stadion położony jest przy Zvonimirovej ulici.